# پنهان و خطرناک
پنهان و خطرناک (به انگلیسی: Hidden & Dangerous) یک بازی ویدئویی در مورد جنگ جهانی دوم است که در سال ۱۹۹۹ توسط شرکت «ایلیوژن سافت‌ورکز» تولید و به وسیله تیک-تو اینتراکتیو و «تالون‌سافت» برای پلتفرم‌های ویندوز، دریم‌کست و پلی‌استیشن منتشر گردید. نسخه پلی‌استیشن این بازی توسط شرکت «تارانتولا استودیوز» تولید شده بود. این محصول یکی از اولین بازی‌های ویدئویی تولید شده در سبک تیراندازی تاکتیکی می‌باشد.